# La Chapelle-Moulière
La Chapelle-Moulière is een gemeente in het Franse departement Vienne (regio Nouvelle-Aquitaine) en telt 515 inwoners (1999). De plaats maakt deel uit van het arrondissement Poitiers.

## Geografie
De oppervlakte van La Chapelle-Moulière bedraagt 17,0 km², de bevolkingsdichtheid is 30,3 inwoners per km².
De onderstaande kaart toont de ligging van La Chapelle-Moulière met de belangrijkste infrastructuur en aangrenzende gemeenten.

## Demografie
Onderstaande figuur toont het verloop van het inwonertal (bron: INSEE-tellingen).